# Tränktor (Lauingen)

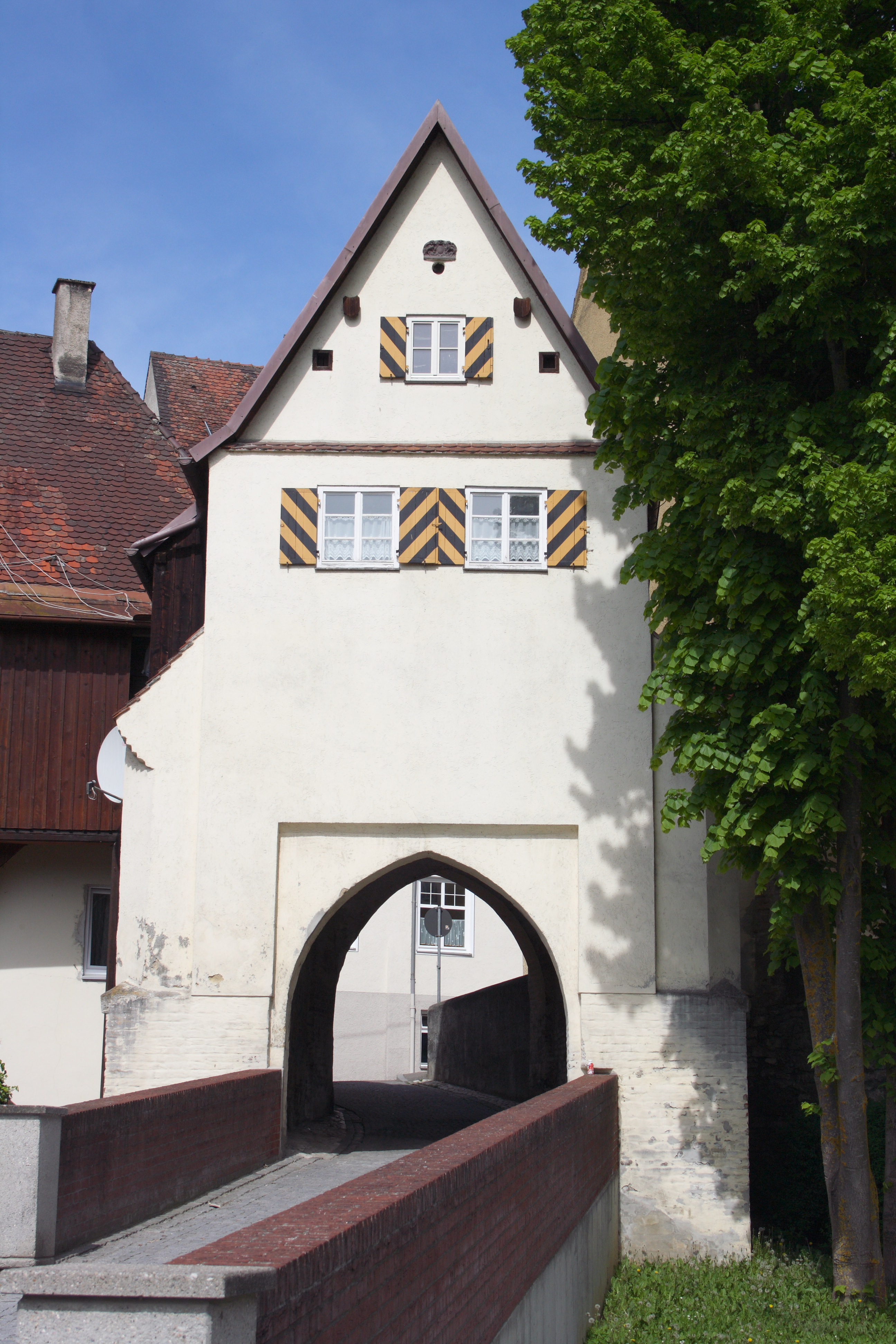
Tränktor von der Feldseite

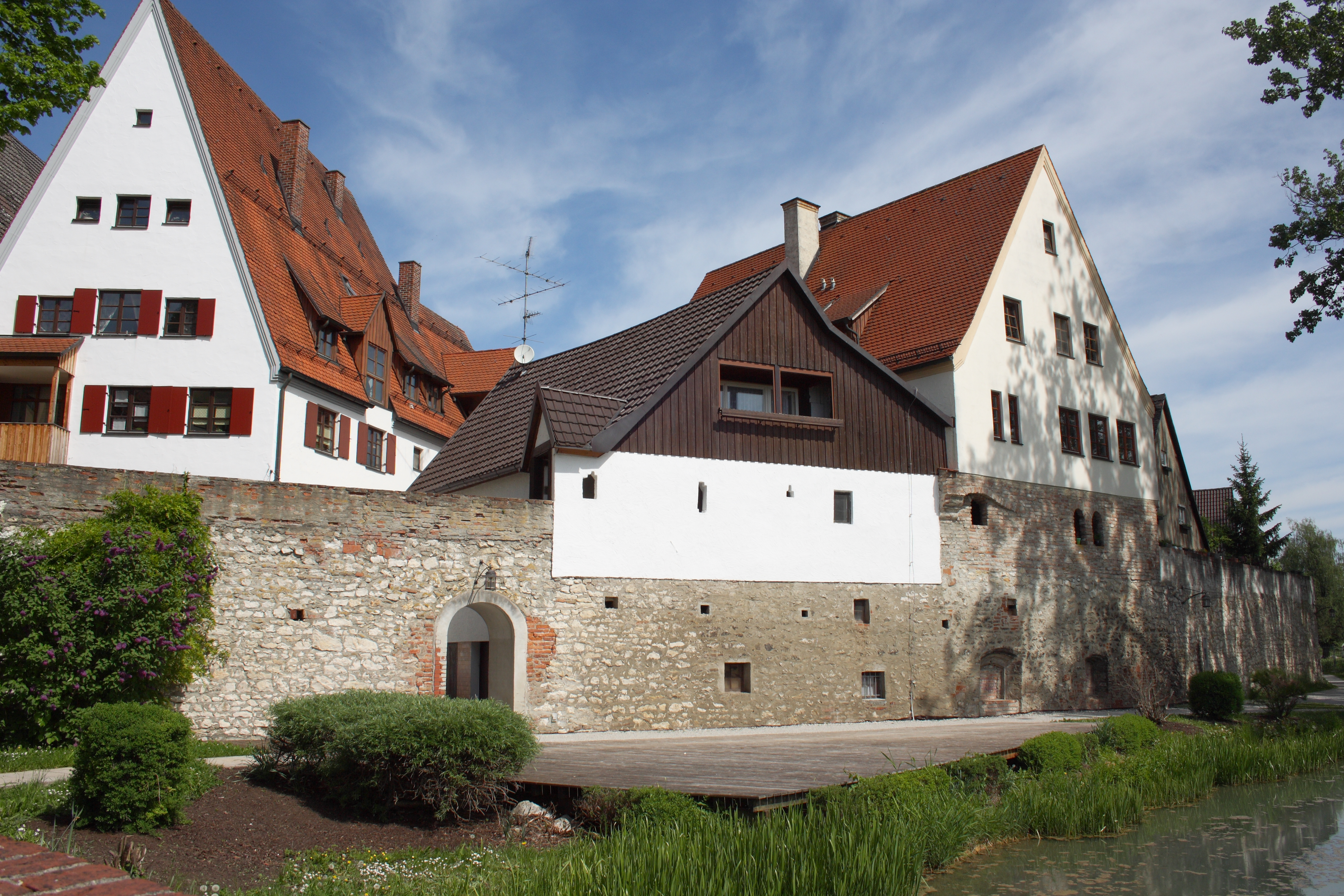
Stadtmauer östlich des Tränktors

Das Tränktor in Lauingen, einer Stadt im schwäbischen Landkreis Dillingen an der Donau in Bayern, war ein Teil der ehemaligen Stadtbefestigung. Der Wehrturm an der Donaustraße 30 ist ein geschütztes Baudenkmal.

## Beschreibung
Das Tränktor wird 1336 erstmals erwähnt. Der rechteckige, dreigeschossige Turm mit Satteldach ist auf einem trapezförmigen Grundriss errichtet. Die Durchfahrt bilden Spitzbogenöffnungen. Stadtseitig sind die Geschosse zurückspringend und am ersten Obergeschoss befinden sich zwei kleine Segmentbogenfenster, während der Giebel fensterlos ist. Feldseitig ist der Torbogen in eine Rechteckblende eingestellt. Das erste Obergeschoss ist fensterlos und das zweite Obergeschoss ist mit zwei Rechteckfenstern mit glatten Holzläden versehen. Das zurückversetzte Giebelfeld besitzt ein kleineres Rechteckfenster. Weiterhin sind hier zwei kleine Quadrat- und eine Kreisöffnung vorhanden. Über diese halten zwei Löwen eine kleine leere Terrakottakartusche unter einer Krone. An der Feldseite stützen zwei seitlich angesetzte Strebepfeiler mit einem abgetreppten Sockel den Turm. Die Durchfahrt, heute nur noch für Fußgänger benutzbar, wird von einer verputzten Flachdecke überspannt.
Vom stadtseitigen ersten Obergeschoss besteht seitlich nach Osten ein Zugang zum Wehrgang auf der Stadtmauer.